# Andriy Pyatov
Andriy Valeriyovych Pyatov (en ucraniano: Андрій Валерійович П'ятов; Kirovohrad, Ucrania, 28 de junio de 1984) es un exfutbolista ucraniano que jugaba de portero.

## Trayectoria

### Clubes
En 2002 empezó su andadura en el Vorskla Poltava desde donde fue traspasado al Shajtar en 2007 por 880 000 libras. Durante la temporada 2006-07 jugó en calidad de cedido hasta que en la temporada siguiente sustituyó a Bohdan Shust como portero titular jugando liga, copa y Liga de Campeones. En su primera temporada logró el triplete (Liga, Copa y Supercopa de Ucrania), mientras que en la segunda campaña logró la Copa de la UEFA, el mayor logro del fútbol ucraniano en su historia. En 2011 demostró una gran exhibición tras salvar siete acciones de peligro ante el Barça en la Liga de Campeones a pesar de recibir un gol de Lionel Messi, sin embargo salvaron un punto. No obstante, su actuación no impidió que el conjunto español se clasificara en detrimento del suyo. Aun así, consiguió llevar el equipo a cuartos de final de la Liga de Campeones, siendo el segundo equipo ucraniano en conseguir tal hito en Europa.

### Selección internacional
Como miembro de la selección nacional debutó con la sub-21, en la que jugó 20 partidos internacionales. En 2006 participaría en el Mundial de 2006 con la absoluta en donde llegaron a cuartos de final. En 23 partidos solo recibió 4 goles manteniéndose imbatido ante Polonia, Suecia, Croacia y Islas Feroe. Para el clasificatorio para el Mundial de 2010 volvió a mostrarse imbatible permitiendo así la victoria de su selección ante Bielorrusia por 1:0. Ante Croacia, Luka Modrić tampoco fue capaz de batir al guardameta en dos ocasiones salvando así un punto para el conjunto ucraniano.

## Palmarés

### Títulos nacionales
| Título                  | Club            | País    | Año  |
| ----------------------- | --------------- | ------- | ---- |
| Liga Premier de Ucrania | Shajtar Donetsk | Ucrania | 2008 |
| Copa de Ucrania         | Shajtar Donetsk | Ucrania | 2008 |
| Supercopa de Ucrania    | Shajtar Donetsk | Ucrania | 2008 |
| Liga Premier de Ucrania | Shajtar Donetsk | Ucrania | 2010 |
| Supercopa de Ucrania    | Shajtar Donetsk | Ucrania | 2010 |
| Liga Premier de Ucrania | Shajtar Donetsk | Ucrania | 2011 |
| Copa de Ucrania         | Shajtar Donetsk | Ucrania | 2011 |
| Liga Premier de Ucrania | Shajtar Donetsk | Ucrania | 2012 |
| Copa de Ucrania         | Shajtar Donetsk | Ucrania | 2012 |
| Supercopa de Ucrania    | Shajtar Donetsk | Ucrania | 2012 |
| Liga Premier de Ucrania | Shajtar Donetsk | Ucrania | 2013 |
| Copa de Ucrania         | Shajtar Donetsk | Ucrania | 2013 |
| Supercopa de Ucrania    | Shajtar Donetsk | Ucrania | 2013 |
| Liga Premier de Ucrania | Shajtar Donetsk | Ucrania | 2014 |
| Supercopa de Ucrania    | Shajtar Donetsk | Ucrania | 2014 |
| Supercopa de Ucrania    | Shajtar Donetsk | Ucrania | 2015 |
| Copa de Ucrania         | Shajtar Donetsk | Ucrania | 2016 |
| Liga Premier de Ucrania | Shajtar Donetsk | Ucrania | 2017 |
| Copa de Ucrania         | Shajtar Donetsk | Ucrania | 2017 |
| Supercopa de Ucrania    | Shajtar Donetsk | Ucrania | 2017 |
| Copa de Ucrania         | Shajtar Donetsk | Ucrania | 2018 |
| Liga Premier de Ucrania | Shajtar Donetsk | Ucrania | 2018 |
| Copa de Ucrania         | Shajtar Donetsk | Ucrania | 2019 |
| Liga Premier de Ucrania | Shajtar Donetsk | Ucrania | 2019 |
| Liga Premier de Ucrania | Shajtar Donetsk | Ucrania | 2020 |
| Supercopa de Ucrania    | Shajtar Donetsk | Ucrania | 2021 |
| Liga Premier de Ucrania | Shajtar Donetsk | Ucrania | 2023 |

### Títulos internacionales
| Título          | Club            | Sede     | Año  |
| --------------- | --------------- | -------- | ---- |
| Copa de la UEFA | Shajtar Donetsk | Estambul | 2009 |